# アンドーインターナショナル
アンドーインターナショナル株式会社（英: ANDO INTERNATIONAL CO.,LTD.）は、日本の東京都北区滝野川に本社を置く小型家電製品の販売メーカー。「ANDO」のブランド名を使用している。

## 概要
小型家電製品の販売店として創業した。 ホームラジオ受信機、携帯ラジオ、ラジカセ、防滴ラジオ、LEDライト、時計、配線用器具（ACアダプター）、スマートフォン関連機器などの小型家電製品をディスカウントストアーや家電量販店やインターネット販売などで企画・販売している。

## 主力製品
ラジオ受信機（ホームラジオ、携帯ラジオ、ラジカセ、防滴ラジオなど）、LEDライト、時計、配線用器具（ACアダプター）、スマートフォン関連機器などの小型家電製品。